# Ignacio Ponseti

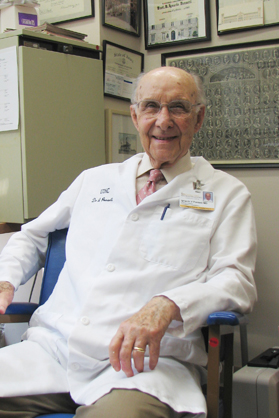
Ignacio Ponseti (2007)

Ignacio Ponseti (auch Ignasi Ponsetí i Vives, * 3. Juni 1914 in Ciutadella, Menorca, Spanien; † 18. Oktober 2009) war ein Orthopäde, der in den 1950er Jahren die Ponseti-Methode zur nicht-operativen Behandlung des angeborenen Klumpfußes entwickelt hat. Der geborene Spanier flüchtete vor dem Spanischen Bürgerkrieg und wurde ein Fakultätsmitglied und praktizierender Arzt an der University of Iowa.

## Biographie
Ponseti studierte Medizin an der Universität Barcelona. Kurz nach seinem Abschluss brach der Spanische Bürgerkrieg zwischen der republikanischen Regierung Spaniens und den Putschisten unter General Francisco Franco aus. Ponseti diente als Sanitätsoffizier auf Seiten der Loyalisten als Leutnant, später als Hauptmann und arbeitete dort im Bereich der Orthopädie und Knochenbrüche. Zu dieser Zeit nutzte Ponseti die Dienste von Menschenschmugglern, um Verletzte Soldaten nach Frankreich zu schaffen. Bald darauf flüchtete er selbst nach Frankreich und von dort nach Mexiko, wo er zwei Jahre als praktischer Arzt arbeitete. Dort half ihm ein befreundeter Arzt 1941, nach Iowa zu reisen und unter Arthur Steindler Orthopädie zu studieren. 1944 erhielt Ponseti eine unbeschränkte Aufenthaltsgenehmigung und wurde Mitglied der Orthopädischen Fakultät an den University of Iowa Hospitals and Clinics.
Schon früh in seiner Laufbahn in Iowa erkannte Ponseti, dass die Ergebnisse der operativen Klumpfuß-Behandlungen nicht sehr gut waren – die Patienten hatten anschließend nur eine eingeschränkte Beweglichkeit. Er begann damit, eine Behandlung zu entwickeln, die die Flexibilität der Bänder von Babys ausnutzte. Die neue Behandlungsmethode wurde zunächst mit einiger Skepsis aufgenommen, in den letzten 50 Jahren wurde sie jedoch von vielen Ärzten und Gesundheitsdienstleistern angewendet, so in Großbritannien und der Türkei.

## Werke
- Ignacio Ponseti: Congenital Clubfoot: Fundamentals of Treatment. Oxford University Press, Oxford, Oxfordshire 1996, ISBN 0-19-262765-1.